# Vatrene kočije
Vatrene kočije (eng. Chariots of Fire) je britanski film iz 1981. godine. Temeljen je na stvarnom događaju o dvojici atletičara koji su se natjecali na Olimpijskim igrama 1924. godine: Ericu Lidellu, kršćanin iz Škotske koji se natječe za Božju slavu i Haroldu Abrahamsu, engleskom Židovu koji se natječe kako bi porazio predrasude.
Scenarij je napisao Colin Welland, a film je režirao Hugh Hudson. Bio je nominiran u sedam kategorija za prestižnu nagradu Oscar, a osvojio je četiri uključujući i onu za najbolji film godine. Film se nalazi na 19. mjestu najboljih 100 britanskih filmova svih vremena Britanskog filmskog instituta.
Sam film inspiriran je rečenicom Bring me my chariot of fire iz pjesme autora Williama Blakea koja je adaptirana u popularnu britansku himnu "Jerusalem"; himna se može čuti na kraju filma.

## Radnja
Godine 1919. Harold Abrahams (Ben Cross) upisuje se na Sveučilište Cambridge gdje se suočava s antisemitizmom osoblja fakulteta, ali također uživa i u članstvu kluba Gilbert and Sullivan. Postaje prva osoba ikada koja uspijeva izvršiti Trinity Great Court Run - trčeći po dvorištu sveučilišta u zadanom vremenu. Abrahams postiže niz nepobjedivosti u raznim nacionalnim trkačkim utrkama. Premda silno zaokupljen trčanjem, zaljubljuje se u djevojku Sybil (Alice Krige).
Eric Lidell (Ian Charleson), rođen u Kini (roditelji su mu škotski misionari) nalazi se u Škotskoj. Njegova pobožna sestra Jennie (Cheryl Campbell) ne odobrava Lidellove planove za trkačkim utrkama. Ali Liddell na trčanje gleda kao na glorificiranje Boga prije nego što će se vratiti u Kinu gdje će nastaviti sa svojim misionarskim poslom.
U prvoj utrci koju trče jedan protiv drugoga, Liddell pobjeđuje Abrahamsa. Abrahams to vrlo teško podnosi, ali Sam Mussabini (Ian Holm), profesionalni trener kojem je Abrahams još ranije prišao nudi mu da ga podučava kako bi poboljšao svoju tehniku. Sve to privuče ogromne doze kritika s fakulteta Cambridge, pogotovo dvojice voditelja (John Gielgud i Lindsay Anderson). Smatraju nedopustivim da jedan amater uzme profesionalnog trenera. Abrahams shvati da je to samo krinka za njihov daljnji antisemitizam i osjećaj superiornosti pa se oglušuje na njihove naredbe.
Nakon što Eric Liddell slučajno zbog trčanja ne stigne na vrijeme na molitvu u crkvi, njegova ga sestra optužuje da on više ne mari za Boga. Eric ju uvjerava da se naposljetku namjerava vratiti u Kinu i nastaviti sa svojom misijom, ali da se tijekom trčanja osjeća božanski nadahnutim i da ne bi poštovao Boga kada ne bi trčao: "Vjerujem da me Bog stvorio s namjerom. Ali također me stvorio da budem brz i kada trčim, osjećam Njegovo zadovoljstvo."
Dvojica sportaša su, nakon godina treniranja i utrkivanja, odabrani da predstavljaju Veliku Britaniju na Olimpijskim igrama 1924. godine u Parizu. Među natjecateljima također se nalaze i Abrahamsovi kolege s faksa Lord Andrew Lindsay (Nigel Havers), Aubrey Montague (Nicholas Farrell) i Henry Stallard (Daniel Gerooll). Tijekom putovanja na brodu, Liddell saznaje da će se njegova utrka na 100 metara održati u nedjelju. On u tom trenutku odluči ne nastupiti u utrci - unatoč snažnim pritiscima Princa od Walesa i cijelog britanskog olimpijskog odbora - zbog svojih čvrstih kršćanskih uvjerenja koji mu ne dopuštaju trčanje u nedjelju.
Ipak tijekom natjecanja, Liddellov kolega iz reprezentacije, Lord Andrew Lindsay koji je već osvojio srebrnu medalju na 400 metara s preponama, odluči dati svoje mjesto u utrci na 400 metara koja se treba održati u četvrtak Liddellu koji oduševljeno pristaje. Njegova religiozna uvjerenja za vrijeme Olimpijade uskoro postanu jedna od glavnih vijesti u cijelom svijetu.
U utrci na 200 metara, Abrahams je teško poražen od strane trkača iz SAD-a. Njegova posljednja šansa je osvajanje medalje u utrci na 100 metara u kojoj na kraju i pobjeđuje. Njegov trener Sam Mussabini oduševljen je što su se godine teškog rada i posvete napokon isplatile u obliku zlatne olimpijske medalje. Sada Abrahams može nastaviti sa svojim životom i ponovno se naći s djevojkom Sybil koju je zapostavljao za vrijeme priprema za natjecanje.
Prije Liddellove utrke, američki trener svojim trkačima kaže da Liddell nema pretjerano dobre šanse u utrci za koju se gotovo nije niti spremao. Ali jedan od američkih trkača, Jackson Scholz, daje Liddellu papirić s porukom u kojoj ističe svoju potporu njegovih uvjerenja. Liddell pobjeđuje favorizirane Amerikance i osvaja zlatnu medalju.
Britanski tim vraća se kući uz trijumf i ovacije. Kako film završava, na ekranu vidimo objašnjenja da se Abrahams oženio sa Sybil i postao jedna od vodećih figura britanske atletike. Eric Liddell je otišao u misionarsku službu u Kinu. Cijela Škotska oplakivala je njegovu smrt 1945. godine u okupiranoj Kini.

## Glumačka postava
- Ben Cross kao Harold Abrahams, Židovski student na Sveučilištu Cambridge
- Ian Charleson kao Eric Liddell, sin škotskih misionara u Kini
- Nicholas Farrell kao Aubrey Montague, trkač i prijatelj Harolda Abrahamsa
- Nigel Havers kao Lord Andrew Lindsay, trkač i student na Cambridgeu, djelomično temeljen na stvarnim osobama: Davidu Burghleyju i Douglasu Loweu
- Ian Holm kao Sam Mussabini, najbolji britanski trener za trkače
- John Gielgud kao voditelj koledža Trinity na Sveučilištu Cambridge
- Lindsay Anderson kao voditelj Sveučilišta Cambridge
- Cheryl Campbell kao Jennie Liddell, Ericova pobožna sestra
- Alice Krige kao Sybil Gordon, Abrahamsova zaručnica (njegova zaručnica u stvarnom životu bila je Sybil Evers)
- Struan Rodger kao Sandy McGrath, kao Liddellova prijateljica i trenerica
- Nigel Davenport kao Lord Birkenhead, član britanskog olimpijskog odbora koji savjetuje atletičare
- Patrick Magee kao Lord Cadogan, voditelj britanskog olimpijskog odbora koji nikako ne simpatizira Liddellova religiozna uvjerenja
- David Yelland kao Princ od Walesa, koji pokušava nagovoriti Liddella da promijeni mišljenje o nastupu u nedjelju
- Peter Egan kao Vojvoda od Sutherlanda, predsjednik britanskog olimpijskog odbora koji simpatizira Liddella
- Daniel Gerroll kao Henry Stallard, student na Sveučilištu Cambridge i trkač
- Dennis Christopher kao Charley Paddock, američki olimpijski trkač
- Brad Davis kao Jackson Scholz, američki olimpijski trkač

## Povijesne točnosti

### Likovi
U filmu Abrahams pohađa koledž Gonville i Caius na Cambridgeu s još trojicom olimpijskih atletičara: Henryjem Stallardom, Abureyjem Montagueom i Lordom Andrewom Lindsayjem. Abrahams i Stallard zbilja su bili studenti i natjecali se na Olimpijskim igrama 1924. godine. Međutim, Montague koji se također natjecao na Olimpijadi zapravo je studirao na Sveučilištu Oxford. Aubrey Montague slao je svojoj majci po jedno pismo dnevno o vremenu provedenom na Oxfordu i na Olimpijskim igrama; ta pisma bila su temelj za njegovu naraciju u filmu.
Lik Lindsayja djelomično je temeljen na Lordu Burghleyju, vrlo važnoj osobi u povijesti britanske atletike općenito. Premda je Burghley zbilja pohađao Sveučilište u Cambridgeu, on nije poznavao Harolda Abrahamsa budući je Abrahams studirao od 1919. do 1923., a Burghley od 1923. do 1927. godine. U jednoj sceni u filmu vidimo Lindsayja (Burghleyja) kako vježba trčanje s preponama na kojima je postavio pune čaše šampanjca - ovo je bilo nešto što je Burghley zbilja i radio, ali umjesto čaša šampanjca na prepone je postavljao kutije šibica. Izmišljeni lik Lindsayja kreiran je u scenariju nakon što je Douglas Lowe, koji je bio treći britanski atletičar koji je osvojio zlatnu medalju na Olimpijadi 1924. godine, odbio biti na bilo koji način involviran u film.
Još jedna scena u filmu opisuje optrčavanje velikog dvorišta u kojem trkači pokušavaju optrčati dvorište na koledžu Triniti u Cambridgeu u zadanom vremenu (točno u podne, prije nego što veliki sat otkuca 12 puta). U filmu Abrahams pokušava optrčati dvorište po prvi puta u životu. U stvarnosti, Abrahams nikad nije niti pokušao navedeno, a u vrijeme kada je film snimljen jedina osoba za koju se službeno znalo da je uspjela optrčati dvorište bio je Lord Burghley 1927. godine. U filmu Vatrene kočije Lindsay (koji je dijelom temeljen na liku Davida Burghleyja) trči oko dvorišta skupa s Abrahamsom kako bi mu dao još veći poticaj te kroz ciljnu traku prolazi za sekundu prekasno. Upravo iz ovog razloga, Burghley je navodno odbio gledati film. Od kad je film snimljen samo je jedna osoba uspješno optrčala dvorište - Sam Dobin u listopadu 2007. godine.
U filmu je prikazana utrka u kojoj se Eric Liddell spotakne od francuskog natjecatelja u utrci na 400 metara tijekom francusko-škotskog mitinga. Unatoč zaostatku, on se uspijeva oporaviti i nadoknadi 20 metara te pobjeđuje. To se zbilja i dogodilo; stvarna utrka bila je ona na 440 jardi u kojoj su se natjecali natjecatelji iz Škotske, Engleske i Irske u srpnju 1923. godine. Njegov podvig bio je izvanredan zbog toga što je do tada već pobijedio na utrkama na 100 i 220 jardi toga dana. Ono što nije u filmu spomenuto, a što je važno napomenuti je da je Liddell bio taj koji je Abrahamsa upoznao s trenerom Samom Mussabinijem. U filmu je to aludirano u sceni u kojoj se Abrahams prvi puta susreće s Mussabinijem dok gleda Liddellovu utrku. Međutim, film sugerira da je Abrahams sam zatražio Mussabinijevu pomoć.
Abrahamsova zaručnica u filmu krivo je identificirana kao Sybil Gordon, sopranistica iz opere D'Oyly Carte. U stvarnosti, 1936. godine Abrahams je oženio Sybil Evers, mezo-sopranisticu iz D'Oyly Carte, ali se njih dvoje nisu upoznali sve do 1935. godine. Također, u filmu vidimo Sybil kako pjeva ulogu Yum-Yum u The Mikado, ali niti Sybil Gordon niti Sybil Evers nikada nisu pjevale tu rolu u D'Oyly Carte. Abrahamsova ljubav i njegova snažna involviranost u društvo Gilbert and Sullivan kakvu vidimo u filmu temeljena je na stvarnim činjenicama.
Liddellova sestra bila je nekoliko godina mlađa od one portretirane u filmu. Njezino neodobravanje Liddellove trkačke karijere spada u umjetničku slobodu; ona je zapravo izrazito podržavala njegove natjecateljske ambicije. Jenny Lidell Somerville u potpunosti je sudjelovala u stvaranju filma, a čak ima i malu cameo ulogu u pariškoj crkvi u kojoj Liddell drži svoju propovijed.
U prvoj sceni filma u kojoj gledamo komemoraciju za Harolda Abrahamsa, Lord Lindsay spominje da su samo on i Aubrey Montague još uvijek živi iz britanskog olimpijskog tima 1924. godine. Međutim, u stvarnosti Montague je umro 1948. godine, 30 godina prije Abrahamsa.

### Olimpijske igre 1924. godine
Film koristi određen umjetničke slobode u opisivanju natjecanja na Olimpijskim igrama 1924. godine, uključujući i događaje oko Liddellovog odbijanja trčanja utrke u nedjelju. U filmu on saznaje da se utrka na 100 metara održava u nedjelju tek nakon što se već ukrcao na brod za Pariz. U stvarnosti, raspored natjecanja objavljen je nekoliko mjeseci prije same Olimpijade. Liddell se zbilja suočio s ogromnim pritiskom nagovaranja da trči u nedjelju te je pozvan od strane britanskog olimpijskog odbora, Princa od Walesa i ostalih sudionika kako bi ga još dodatno nagovorili da nastupi; ipak, njegovo odbijanje navedenog dospjelo je na naslovnice svih medija u svijetu. Odluka o promjeni utrka donesena je prije početka putovanja u Pariz pa je Liddell ostatak vremena proveo vježbajući i trenirajući upravo za utrku na 400 metara (za razliku od opisa događaja u filmu). Istina je, doduše, da je Liddellov uspjeh na toj utrci bio potpuno neočekivan.
Budući da je već osvojio medalju na 400 metara s preponama, u filmu vidimo Lindsayja koji ustupa svoje mjesto u utrci na 400 metara Liddellu. U stvarnosti Burghley, na temelju kojeg je lik Lindsayja djelomično baziran, eliminiran je iz utrke na 110 metara s preponama (osvojio je zlatnu medalju na 400 metara s preponama na Olimpijskim igrama 1928. godine), a njegov nastup na 400 metara s preponama nije bio niti planiran.
U filmu je prikazan obrnuti redoslijed Abrahamsovih utrka na 100 i 200 metara za vrijeme Olimpijade. U stvarnosti, nakon što je pobijedio u utrci na 100 metara, Abrahams se natjecao i u onoj na 200 metara, ali izgubio i došao posljednji (Jackson Scholz je pobijedio). U filmu, prije svog trijumfa u utrci na 100 metara, Abrahams je izgubio u onoj na 200 metara nakon čega ga je Mussabini kritizirao. Tijekom sljedeće scene Abrahams razgovara sa svojim prijateljem Montagueom dok ga Mussabini masira, a također vidimo i isječak iz francuskih novina s naslovnicom na kojoj su Scholz i Charlie Paddock i na kojoj je istaknuta njihova pobjeda za Sjedinjene Države. U istom razgovoru, Abrahams govori da je "bio uništen" na 200 metara. Na taj način film prikazuje kako Abrahams nadilazi vlastito razočaranje gubitkom utrke na 200 metara i pobjeđuje u onoj na 100 metara.
Eric Liddell natjecao se i u utrci na 200 metara te završio na trećem mjestu, iza Paddocka i Scholza. U stvarnosti ovo je bila jedina utrka u kojoj su se Liddell i Abrahams natjecali zajedno. Njihov susret na prvenstvu 1923. godine opisan u filmu je izmišljen, premda je Liddellova pobjeda upravo u toj utrci natjerala Abrahamsa da trenira još jače i više.
Abrahams je također osvojio srebrnu medalju u utrci štafeta (4x100 metara) koja nije prikazana u filmu. Aubrey Montague završio je na šestom mjestu u utrci s preponama, kao što je u filmu i prikazano.

### Netočnosti tijekom Olimpijskih igara
U filmu je istaknuto da je brončanu medalju na 100 metara osvojio "Tom Watson"; pravi osvajač medalje bio je Arthur Porritt iz Novog Zelanda koji nije dozvolio da se njegovo pravo ime koristi u filmu, navodno zbog skromnosti. Producenti filma prihvatili su njegovu želju, iako na to nisu bili obvezni. Međutim, kratka pozadina priče o Watsonu koji je pozvan da nastupi za Novi Zeland sa Sveučilišta Oxford gotovo u cijelosti odgovara Porrittovoj prošlosti. Uz njegovu iznimku, svi ostali trkači u finalnoj utrci na 100 metara imaju stvarna imena.
Jackson Scholz u filmu je prikazan kao osoba koja je dala inspirirajući citat iz Biblije Liddellu prije finalne utrke na 400 metara: "U Knjizi piše Onog tko me štuje i ja ću štovati. Sretno." U stvarnosti poruku je Liddell dobio od članova svog tima. Zbog dramaturgije filma, scenarist Welland upitao je Scholza da li može staviti u scenarij da mu upravo on daje poruku na što mu je ovaj odgovorio: "Da, može, dok god me to čini dobrim u očima gledatelja." Nakon što je film pušten u kino distribuciju, na mnogobrojne upite novinara Scholz je priznao da nije on bio taj koji je Liddellu dao poruku i da on nema čvrsta religijska uvjerenja.

## Produkcija

### Scenarij i režija
Producent David Puttnam tražio je priču sličnu onoj u filmu Čovjek za sva vremena iz 1966. godine (osoba koja prati svoju vlastitu savjest), a osjećao je da bi sportska priča mogla najbolje dočarati takvo nešto. Priču Erica Liddella otkrio je slučajno 1977. godine dok se u iznajmljenoj kući u Los Angelesu oporavljao od gripe i čitao o Olimpijskim igrama.
Scenarist Colin Welland kojeg je Puttnam zaposlio obavio je vrlo detaljno i iscrpno istraživanje za svoj scenarij koji mu je naposljetku donio prestižnu nagradu Oscar. Između ostalog, Welland je stavio oglas u Londonske novine u kojem je tražio bilo kakve informacije o Olimpijskim igrama iz 1924. godine; otišao u nacionalnu filmsku arhivu tražeći fotografije i isječke s tih Olimpijskih igara te intervjuirao sve koji su na bilo koji način bili involvirani u igre, a još uvijek bili živi. Jedino mu je promakao Abrahams, koji je umro 14. siječnja 1978. godine, ali je svejedno otišao na njegovu komemoraciju održanu u veljači iste godine koja je kasnije i inspirirala početak filma. Sin Aubreyja Montaguea vidio je Wellandov oglas u novinama i poslao mu kopije pisama koje je njegov otac pisao kući - što je Wellandu omogućilo upotrebu naracije u filmu. Osim promjene početka pisama iz "Darling Mummy" u "Dear Mum" te promjene fakuteta (iz Oxforda u Cambridge) sav ostali tekst pisama u filmu je identičan originalima.
Wellandov originalni scenarij također je uz Erica Liddella i Harolda Abrahamsa sadržavao i trećeg protagonista, osvajača zlatne olimpijske medalje iz 1924. godine Douglasa Lowea koji je prikazan kao privilegirani aristokrat. Međutim, Lowe je odbio imati bilo kakve veze s filmom pa je njegov lik izbačen iz scenarija te zamijenjen izmišljenim likom Lordom Andrewom Lindsayjem.
Glumac Ian Charleson sam je napisao govor Erica Liddella nakon završene utrke okupljenim radnicima. Charleson, koji je za ulogu detaljno proučavao Bibliju, rekao je redatelju Hughu Hudsonu da ima osjećaj da svečani i licemjerni govor u scenariju nije niti autentičan niti inspirirajuć. Hudson i Wellan dozvolili su mu da napiše svoj vlastiti tekst kojeg je on sam smatrao vrlo inspirirajućim.
Producent Puttnam izabrao je za redatelja Hugha Hudsona, višestrukog osvajača raznih nagrada u kategorijama reklama i dokumentarnih filmova kojem je ovo bio prvi igrani film. Hudson i Puttnam znali su se još od 60-ih godina prošlog stoljeća kada je Puttnam radio kao izvršni direktor za oglašavanje, a Hudson snimao filmova reklamne agencije. Godine 1977. Hudson je također bio dio tima filmske ekipe koja je radila na Puttnamovom producentskom uratku Ponoćni ekspres.

### Glazba iz filma
Premda je film radnjom smješten u 20-e godine prošlog stoljeća, originalnu glazbu iz filma (ovjenčanu prestižnom filmskom nagradom Oscar) skladao je Vangelis, a upotrebljava moderni elektronički zvuk 80-ih uz snažnu upotrebu klavijatura, glasovira te ostalih instrumenata. Bio je to odvažan i bitan odmak upotrebe glazbe iz filmova smještenih u točno određeno povijesno razdoblje koji su uglavnom sadržavali orkestralnu glazbu. Glavna tema filma postala je nadaleko popularna te vrlo često upotrebljavana u kasnijim filmovima i televizijskim serijama za vrijeme usporenih scena.
Skladatelj Vangelis, elektronički kompozitor rođen u Grčkoj koji se preselio u Pariz kasnih 60-ih godina prošlog stoljeća, živio je u Londonu od 1974. godine. Redatelj Hugh Hudson surađivao je već s njim na dokumentarnim filmovima i reklamama, a također je bio impresioniran skladateljevim albumima iz 1979. godine Opera Sauvage i China. Producent David Puttnam također je volio rad Vangelisa čije je skladbe upotrijebio za svoj raniji film Ponoćni ekspres. Hudson je objasnio svoj izbor moderne glazbe i Vangelisa: "Znao sam da trebamo glazbu koja je bila anakrona za vrijeme odvijanja radnje kako bi je učinili modernom. Bila je to riskantna ideja, ali smo na kraju nju izabrali, a ne klišej s orkestralnom glazbom." Kompletan soundtrack za film imao je posebno osobnu važnost za Vangelisa. Nakon što je skladao glavnu glazbenu temu s kojom film započinje, rekao Puttnamu: "Moj otac je bio trkač i ovo je njegova himna."
Hudson je u početku želio upotrijebiti Vangelisovu melodiju L'Enfant s njegovog albuma Opera Sauvage da bude glavna tema filma, a uvodna špica filma dok likovi trče plažom čak je i snimljena dok je u pozadini svirala navedena skladba. Vangelis je ipak rekao Hudsonu da može snimiti i producirati bolju temu za film i nakon što mu ju je odsvirao, svi su se složili da je ta nova skladba daleko bolja. Melodija L'Enfant ipak je upotrebljena u filmu: kada atletičari dođu u Pariz i uđu na stadion. Vangelisova elektronička obrada skladbe L'Enfant poslije je upotrijebljena u filmu Petera Weira Godina opasnog življenja iz 1982. godine.
Neke skladbe koje je Vangelis napisao za film nisu završile na originalnom soundtracku. Jedna od njih je ona koju čujemo u pozadini utrke koju Eric Liddell trči u Škotskoj. Ta je skladba zapravo verzija skladbe Hymn koja se pojavljuje na Vangelisovom albumu iz 1979. godine Opera Sauvage. Razne druge verzije također su uključene na Vangelisovim kompilacijama albuma Themes, Portraits i Odyssey: The Definitive Collection premda neke od njih sadržavaju verzije koje nisu upotrijebljene u filmu.
Na soundtracku se također nalazi pet živahnih pjesama Gilberta i Sullivana koje služe kao bezbrižna glazba koja stvara savršenu oprečnost Vangelisovom modernom elektroničkom zvuku. Te pjesme su: "He is an Englishman", "Three Little Maids from School Are We", "With Catlike Tread", "The Soldiers of Our Qeen" i "There Lived a King".
U filmu također slušamo i tradicionalnu skladbu "Jerusalem" koju pjeva britanski zbor na komemoraciji Harolda Abrahamsa 1978. godine. Himnom, koja je napisana tijekom Prvog svjetskog rata u slavu Engleske i koja je od tada postala "Engleska neslužbena himna" završava film, a poslužila je i kao inspiracija samom njegovom naslovu.

## Nagrade i nominacije

### Oscar
Film Vatrene kočije nominiran je u 7 kategorija za prestižnu nagradu Oscar, a osvojio je četiri. Kada je primao svog Oscara za najbolji originalni scenarij, Colin Welland je slavodobitno izjavio: "Britanci dolaze!"
- Najbolji film - David Puttnam
- Najbolji originalni scenarij - Colin Welland
- Najbolja originalna glazba - Vangelis
- Najbolja kostimografija - Milena Canonero
- Najbolji redatelj - Hugh Hudson
- Najbolji sporedni glumac - Ian Holm
- Najbolja montaža - Terry Rawlings

### BAFTA
Film Vatrene kočije nominiran je u 11 kategorija za britansku nagradu BAFTA, a osvojio je tri:
- Najbolji film - David Puttnam
- Najbolji sporedni glumac - Ian Holm
- Najbolja kostimografija - Milena Canonero
- Najbolji redatelj - Hugh Hudson
- Najbolji sporedni glumac - Nigel Havers
- Najbolji scenarij - Colin Welland
- Najbolja kamera - David Watkin
- Najbolja montaža - Terry Rawlings
- Najbolja scenografija - Roger Hall
- Najbolji zvuk - Clive Winter, Bill Rowe i Jim Shields
- Posebna nagrada Anthony Aquith za najbolju glazbu - Vangelis

Film Vatrene kočije na filmskom festivalu u Cannesu osvojio je nagrade u kategoriji najboljeg sporednog glumca (Ian Holm) te posebno priznanje žirija u kategoriji filmske režije (Hugh Hudson). Film je također bio nominiran za Zlatnu palmu.

## Vanjske poveznice
- Vatrene kočije u internetskoj bazi filmova IMDb-a
- Vatrene kočije na Rotten Tomatoes
- Critics' Picks: Chariots of Fire  Arhivirana inačica izvorne stranice od 1. studenoga 2009. (Wayback Machine) video retrospektiva novinara A. O. Scotta, The New York Times (2008.)
- Četiri govora iz filma u tekstualnom i audio zapisu sa stranice AmericanRhetoric.com
- Chariots of Fire  Arhivirana inačica izvorne stranice od 22. srpnja 2012. (Wayback Machine) kritika Rogera Eberta
- Chariots of Fire kritika u časopisu Variety
- Chariots of Fire  Arhivirana inačica izvorne stranice od 22. travnja 2006. (Wayback Machine) at the Arts & Faith Top 100 Spiritually Significant Films  Arhivirana inačica izvorne stranice od 5. srpnja 2006. (Wayback Machine)
- Great Court Run
- Chariots of Fire play – Hampstead Theatre